# Gamboci
Gamboci is een plaats in de gemeente Buje in de Kroatische provincie Istrië. De plaats telt 100 inwoners (2001).